# Kuro (manga)
Kuro (黒─kuro─? lett. "nero") è un manga seinen scritto e disegnato dal gruppo Somato, pubblicato inizialmente sulla versione digitale della rivista Young Jump della Shūeisha nel 2014; l'opera è stata poi raccolta in tre tankōbon dalla stessa casa editrice.
In Italia il manga è stato pubblicato da Edizioni BD sotto l'etichetta J-Pop a partire dal febbraio 2018.

## Manga
Il manga è stato serializzato sulla versione digitale della rivista Young Jump, conosciuta come Tonari, con metà delle tavole a colori; è stato poi successivamente pubblicato nella collana Young Jump Comics.
In Italia la J-Pop, alla fine della loro pubblicazione, ha raccolto i tre volumi in un cofanetto. In Spagna il manga è stato pubblicato dalla Milky Way Ediciones, in Polonia dalla Waneko e in Germania dalla Tokyopop.
| 1 | 19 maggio 2014                                                                                | ISBN 978-4-088-79833-2 | 21 febbraio 2018 | ISBN 978-88-327-5226-7 |
| 1 | Capitoli - 1 - 19 - 51 - 68.5 - Un anno fa - Quattro anni fa - Quattro anni e mezzo fa - Kuro |                        |                  |                        |
| 2 | 19 marzo 2015                                                                                 | ISBN 978-4-088-90117-6 | 21 marzo 2018    | ISBN 978-88-327-5227-4 |
| 2 | Capitoli - 57 - 69 - 89 - 26.5 - Tre anni fa - I collezionisti - La villa - Capitolo extra    |                        |                  |                        |
| 3 | 17 giugno 2016                                                                                | ISBN 978-4-088-90361-3 | 18 aprile 2018   | ISBN 978-88-327-5228-1 |
| 3 | Capitoli - 113 - 123 - 169 - 195 - Un giorno - Il racconto                                    |                        |                  |                        |